# Mount Thurman
Mount Thurman ist ein 780 m hoher Berg an der Dufek-Küste in der antarktischen Ross Dependency. Er ist die höchste Erhebung der Bravo Hills, den unteren Ausläufern der Prince Olav Mountains und ragt zwischen den Mündungen des Gough- und des Le-Couteur-Gletschers in das Ross-Schelfeis auf.
Das Advisory Committee on Antarctic Names benannte ihn 1966 nach Robert Kenneth Thurman (1914–2015), stellvertretender Stabsleiter für die Einsätze der Unterstützungseinheiten der United States Navy in Antarktika im Jahr 1963.